# پال لاتربور
پال لاتربور (به انگلیسی: Paul Lauterbur)، متولد ۱۹۲۹ در اوهایو، درگذشته ۲۰۰۷ در ایلینوی، دانشمند آمریکایی و یکی از مخترعین سیستم‌های نوین ام آر آی است.
وی از بنیانگذاران این نوع پویشگر در دههٔ ۷۰ میلادی بود، و به همین دلیل بهمراه پیتر منسفیلد برنده جایزه نوبل پزشکی سال ۲۰۰۳ می‌باشد.
او دانش‌آموخته دانشگاه پیتسبورگ و دانشگاه کیس وسترن رزرو بود.
لاتربور که استاد دانشگاه ایلینوی در اوربانا شامپاین بود، در سال ۲۰۰۷ درگذشت.

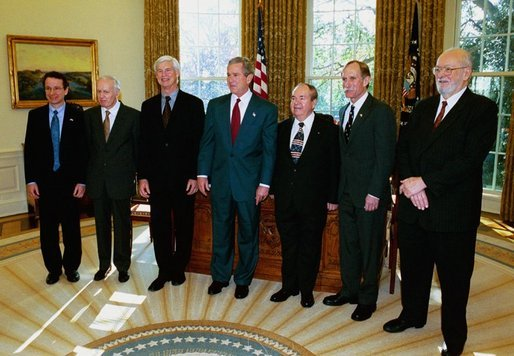
نفر اول ایستاده از راست